# Vincent Enyeama
Vincent Enyeama (Kaduna, 29 de agosto de 1982) é um ex-futebolista nigeriano que atuava como goleiro.

## Carreira
Iniciou sua carreira em 1999, com apenas 17 anos de idade, no Ibom Stars. Em 2000, foi contratado pelo Enyimba, um dos principais clubes de futebol de seu país, vencendo três vezes o Campeonato Nigeriano e sendo bicampeão da Liga dos Campeões da CAF. Durante sua passagem pelos Elefantes, o goleiro passou por uma situação insólita: era substituído toda vez que um pênalti era assinalado contra sua equipe.
Após defender o Iwuanyanwu Nationale em 36 partidas, Enyeama assinou com o Bnei Yehuda, iniciando uma trajetória de seis temporadas no futebol de Israel. Ele chegou a dizer que não sabia o motivo das substituições, mas garantiu que sabia defender pênaltis. Em seu primeiro ano, ajudou o Bnei Yehuda a ficar em quarto lugar e garantir uma vaga na Copa da UEFA de 2006–07. Depois de 56 partidas, Enyeama permaneceu em Tel Aviv, desta vez no Hapoel, onde atuou 173 vezes e marcou quinze gols.
O último clube de Enyeama foi o Lille, entre 2011 e 2018 - durante o período, jogou por empréstimo no Maccabi Tel Aviv (29 partidas). Nos Dogues, o goleiro entrou em campo 165 vezes, e na temporada 2017–18, foi afastado pelo técnico argentino Marcelo Bielsa, juntamente com outros 10 atletas. Ao final de seu contrato, em agosto de 2018, o goleiro foi dispensado.

## Seleção Nacional
Tendo estreado pela Seleção Nigeriana em maio de 2002, em um amistoso contra o Quênia, Enyeama foi convocado para disputar a Copa do Mundo FIFA realizada na Ásia. Inicialmente reserva do experiente Ike Shorunmu, assumiu a titularidade no jogo frente à Inglaterra, e embora tivesse "fechado o gol" e garantindo um empate sem gols, as Super Águias já estavam eliminadas na primeira fase.
Com a aposentadoria de Shorunmu, virou titular absoluto do gol nigeriano, jogando cinco edições da Copa das Nações Africanas (foi campeão em 2013), a Copa das Confederações FIFA de 2013 e as Copas de 2010 e 2014, onde em ambas, enfrentou a Argentina e perdeu os 2 jogos (1 a 0 em 2010, 3 a 2 em 2014) - embora as Super Águias tivessem jogado contra a Albiceleste em 2002 (e também foram derrotadas), Enyeama ainda era reserva de Shorunmu.
Em março de 2015, o goleiro igualou o recorde de partidas pela Nigéria contra Uganda, que venceu por 1 a 0. Seu último jogo internacional foi em outubro do mesmo ano.

## Títulos
Enyimba
- Campeonato Nigeriano: 2001, 2002 e 2003
- Liga dos Campeões da CAF: 2003 e 2004

Hapoel Tel Aviv
- Campeonato Israelense: 2009–10
- Copa do Estado de Israel: 2010 e 2011

Maccabi Tel Aviv
- Campeonato Israelense: 2012–13

Seleção Nigeriana
- Campeonato Africano das Nações: 2013